# Baciro Candé
Baciro Candé (ur. 18 marca 1948 w Catió) – piłkarz z Gwinei Bissau, grający na pozycji obrońcy, trener piłkarski.

## Kariera piłkarska

### Kariera klubowa
Występował w miejscowych klubach.

### Kariera reprezentacyjna
Bronił barw narodowej reprezentacji Gwinei Bissau.

## Kariera trenerska
Od 2001 do 2009 prowadził narodową reprezentację Gwinei Bissau. W marcu 2016 ponownie został selekcjonerem drużyny narodowej, którą poprowadził w Pucharze Narodów Afryki 2017.